# Guido Giovanelli
Guido Giovanelli (Genova, 30 novembre 1901 – Genova, 15 maggio 1975) è stato un velista italiano.

## Carriera
Rappresentò l'Italia nella categoria 8 metri di vela alle Olimpiadi di Amsterdam 1928. L'equipaggio era composto, oltre che da Giovanelli, da suo padre, il timoniere Francesco Giovanelli, e da Carlo Alberto D'Albertis, Marcantonio De Beaumont Bonelli, Mario Bruzzone e Edoardo Moscatelli ed ottenne, a bordo della Bamba, il quarto posto finale della competizione categoria 8 metri.